# Aquila (Standarte)

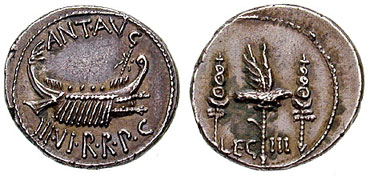
Denarius des Marcus Antonius mit Darstellung römischer Feldzeichen auf der Rückseite

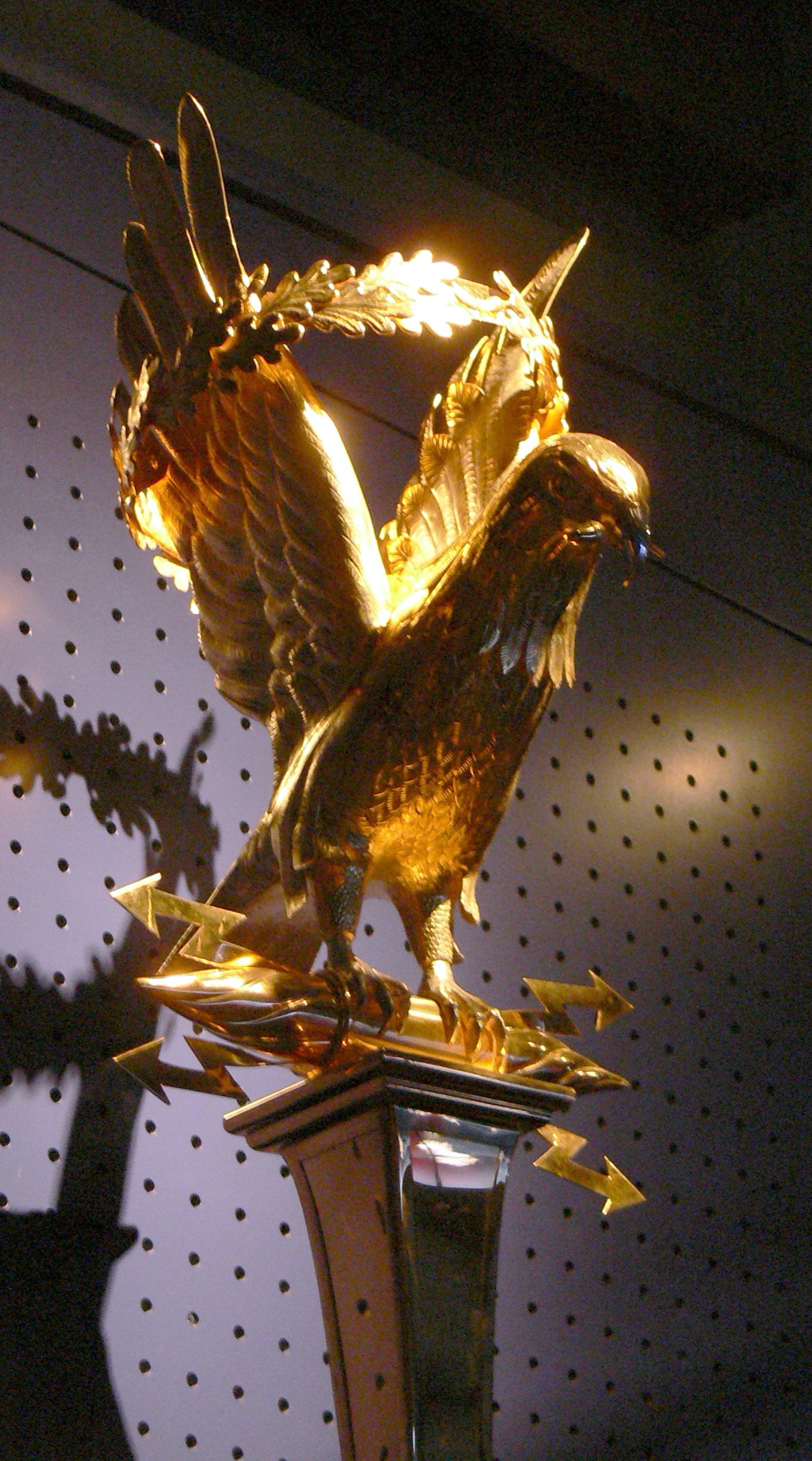
Nachgestaltung eines Legionsadlers im Museum Carnuntum

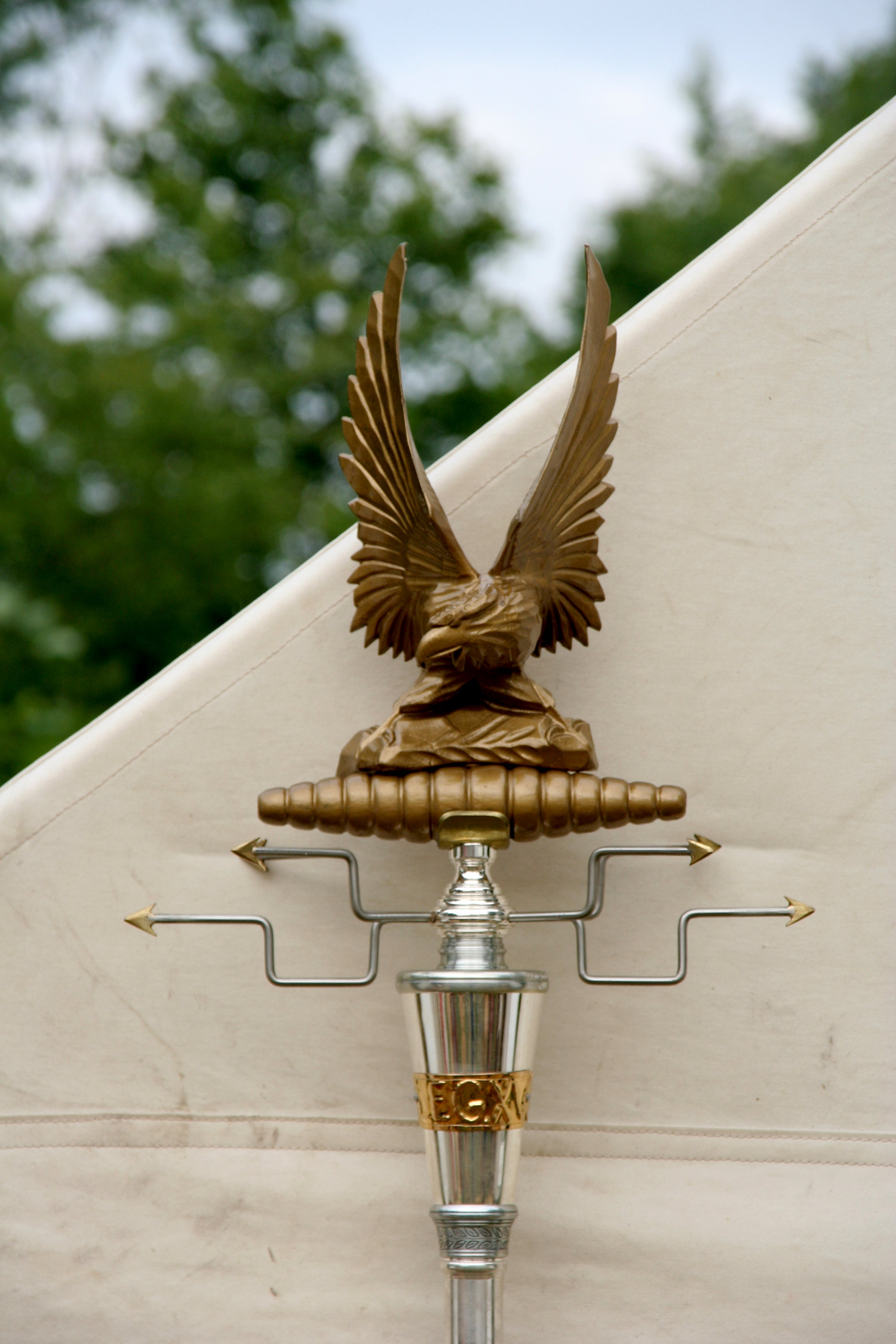
Legionsadler (Nachgestaltung)

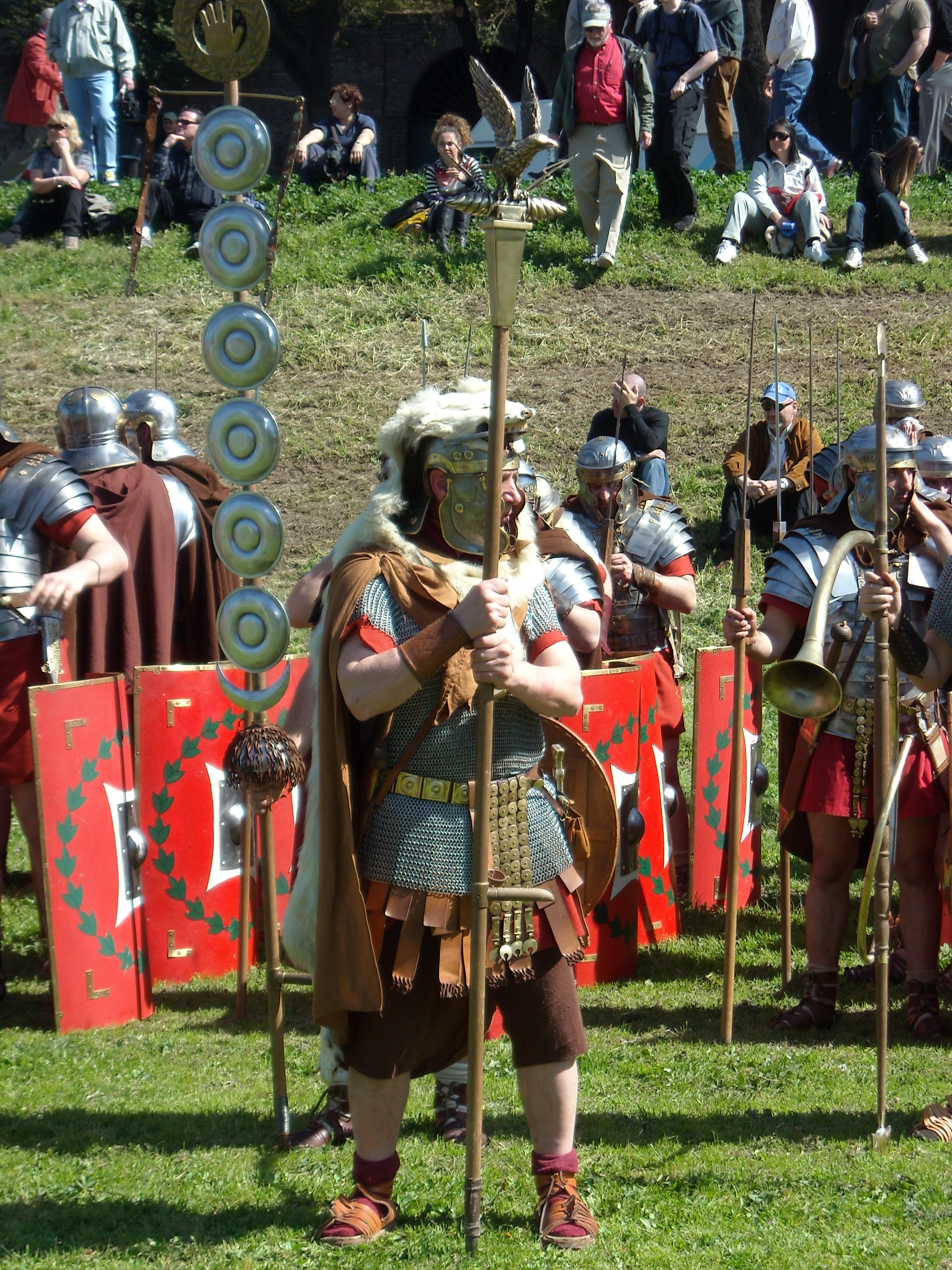
Aquilifer mit Aquila (Rekonstruktion)

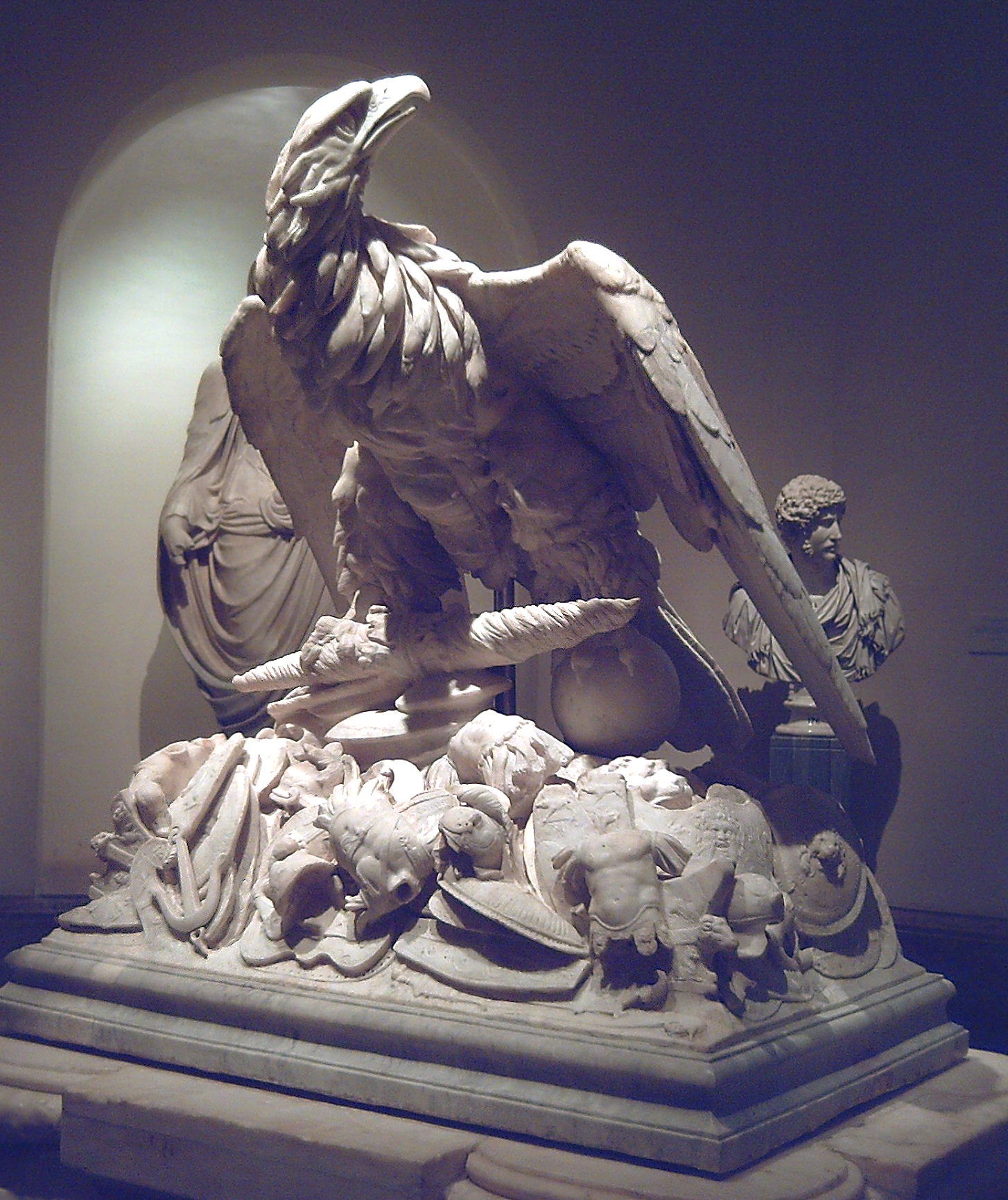
Aquila auf einem Grabmonument aus der Villa des Generals Marcus Valerius Messalla Corvinus, entstanden in der Regierungszeit des Kaisers Augustus

Die Aquila (lateinisch Aquila, ursprüngliche Bedeutung: „Adler“), im Deutschen auch häufig als Legionsadler bezeichnet, war das höchstrangige Feldzeichen der römischen Legionen.
Die Aquila genoss unter allen Feldzeichen die größte Verehrung und ihr Verlust galt als größtmögliche Schande für eine Truppe, während die Wiedererlangung verlorener Aquilae als wichtiges Ereignis gefeiert wurde. So war die Rückgewinnung der drei in der Varusschlacht verlorenen Legionsadler ein Ziel der Germanicus-Feldzüge und die Rückgabe der bei der Schlacht bei Carrhae unter Marcus Licinius Crassus verlorenen Legionsadler durch die Parther ist auf Münzen und auf dem Brustpanzer des Augustus von Primaporta dargestellt.

## Geschichte
In der römischen Religion war der Adler ein bedeutendes Symbol, ein ominöser Zeichengeber zur Erkennung der Numina durch Vogelschau. Nach der römischen Mythologie galt der Adler als Bote des Hauptgottes Jupiter (→ Symbolik des Adlers). Anfangs war er – neben Wölfen, Minotauren, Pferden und Ebern – eines von fünf tiergestaltigen Feldzeichen (signa) des römischen Heeres und symbolisierte die durch Jupiters Gunst vermittelte Stärke, Erfolg und Macht. Eine herausragende Stellung erwarb der Legionsadler erst unter dem römischen Feldherrn Gaius Marius, aus dessen Kindheit der Schriftsteller Plutarch die Begebenheit überlieferte, dass er als Junge ein Adlernest samt sieben Adlerküken in seiner Toga aufgefangen habe, was Seher seinen Eltern als Vorzeichen seiner zukünftigen staatsmännischen Bestimmung gedeutet hätten. Die Rolle des Adlers als göttliches Prodigium zukünftiger Herrscher (omen imperii) findet sich – durch den Schriftsteller Sueton überliefert – auch im Leben des Augustus, dem als Jüngling von einem Adler ein Brot aus den Händen gerissen und nach einem Flug in die Höhe wieder zurückgegeben worden sein soll. Plinius der Ältere berichtete, dass Gaius Marius während seines zweiten Konsulats, wahrscheinlich im Zuge seiner Heeresreform zwischen 104 und 102 v. Chr., den Adler seinen Legionen verlieh, nachdem man wenige Jahre zuvor angefangen hatte, die anderen Feldzeichen im Lager zu lassen. Der Legionsadler gewann damit die Rolle eines Ehren- und Identifikationszeichens und fungierte als kämpferischer Ansporn der nun längerfristig bestehenden Legionen.

## Konstruktion
Es sind keine antiken Aquilae erhalten, so dass ihre Konstruktion nur anhand von bildlichen und schriftlichen Darstellungen rekonstruiert werden kann. Die Stange der Aquila trug einen Lanzenschuh sowie zwei Handhaben, um das Feldzeichen in den Boden stecken und wieder herausziehen zu können, aber meist keine weiteren Verzierungen wie die häufig an anderen Feldzeichen angebrachten Phalerae. Das Hoheitszeichen der Römer, die Buchstaben S.P.Q.R., waren auch auf dem Feldzeichen abgebildet. Der eigentliche Adler saß am oberen Ende der Stange auf einem Sockel und war zu Beginn aus vergoldetem Silber, in der Kaiserzeit meist aus reinem Gold getrieben. Die Rolle des Adlers als Symbol Jupiters wurde durch in den Krallen getragene Donnerkeile und in manchen Fällen durch eine im Schnabel getragene Eichel betont. Die Flügel waren meist nach oben, seltener zur Seite hin, ausgebreitet oder selten angelegt und konnten einen Lorbeerkranz tragen, der möglicherweise als Auszeichnung verliehen wurde. In manchen Fällen traten weitere Verzierungen auf.
Auf dem Grabrelief des Aquilifers der Legio II Parthica Felsonius Verus ist eine Aquila abgebildet, bei der der Adler von einer Art Käfig umgeben ist, woraus manche Autoren die Vermutung abgeleitet haben, diese Legion hätte einen lebenden Adler als Feldzeichen besessen. Es könnte sich dabei aber auch um eine Schutzvorrichtung oder einen tragbaren Schrein für eine normale Aquila gehandelt haben.

## Einsatz
Die Aquila unterstand der Aufsicht der ersten Kohorte, insbesondere des diese anführenden Primus Pilus, des höchsten Centurio der Legion. Getragen wurde sie vom Aquilifer (lat. „Adlerträger“), dem ranghöchsten Feldzeichenträger der Legion. Dieser stand im Rang direkt unter den Centurionen, erreichte deren Rang im Gegensatz zu anderen ranghohen Unteroffizieren allerdings nur selten. Wahrscheinlich wurde der Rang des Aquilifer als Ehrenposten an verdiente Unteroffiziere vergeben. Als „duplicarius“ erhielt der Aquilifer den doppelten Sold eines normalen Legionärs.
Zur Ausrüstung des Aquilifer gehörten neben der Aquila ein runder Schild (parma). Auf Grabstelen werden Adlerträger darüber hinaus häufig mit einem Schuppenpanzer (lorica squamata) und einem Löwenfell über dem Helm dargestellt. Das Schwert wurde teilweise wie bei den Centurionen und im Gegensatz zum gewöhnlichen Legionär auf der linken Seite getragen.
Im Gegensatz zu den Signa der einzelnen Zenturien hatte die Aquila wahrscheinlich keine taktische Bedeutung als Orientierungspunkt für die Einheiten im Gefecht. Sie wurde nur dann aus dem Lager geführt, wenn die gesamte Legion ausmarschierte, und wurde beim geordneten Marsch der Legion vorangetragen.
Besondere Bedeutung kam der Aquila als Legitimations- und Identifikationssymbol zu. So wurde die aktive Dienstzeit des Legionärs als Dienst sub aquila („unter dem Adler“) bezeichnet und der Gründungstag der Legion als dies natalis aquilae („Geburtstag des Adlers“) begangen. Den Adler im Gefecht zu beschützen, stellte wahrscheinlich für die Legionäre eine bedeutende Motivation dar. So schreibt Caesar, wie bei der Landung in Britannien der Aquilifer der Legio X Gemina zuerst von Bord sprang und so die zögernden Legionäre zum Vorrücken auf den Feind brachte.